# 幻想交流
幻想交流（げんそうこうりゅう）は、中日本高速道路（NEXCO中日本）と株式会社ドワンゴによる共同IP製作プロジェクトである。原作・原案は芝村裕吏。

## 概要
新東名高速道路の新区間開通に合わせて立ち上げられた共同IPプロジェクトで、既存コンテンツとのコラボレーションではない完全新作として制作された。道路施設であるサービスエリア・パーキングエリアを擬人化したキャラクターが登場する異世界と、NEXCO中日本やドワンゴが登場する現実世界が入り混じった幻想的な世界観をベースとして、メディアミックス展開が行われる予定である。
製作委員会NEFCO（ネフコ）は、NEXCO中日本とドワンゴモバイル事業本部により構成され、プロジェクトチームが企画を行う。また、プロジェクト全体を通してKADOKAWAがプロデュースを行う。ウェブ小説についてはエンターブレイン事業局が担当している。

## コンテンツ

### ウェブ小説
2016年1月27日に公式ウェブサイトのティーザーページが公開され、世界観とストーリーが公表された後、浜松いなさJCT - 豊田東JCT間の開通に合わせて、2月13日に第1話が公開された。その後、4月8日にキャラクタービジュアルが公開された。現在、週2回更新（火・木）で公式サイト上で連載されている。

### モバイルアプリ
NEXCO中日本が提供しているSA・PA情報アプリ「わくわくハイウェイ」の幻想交流バージョンが、2016年4月19日から配信されている。通常版の機能に加えて、〔NEFCO 義勇社員専用〕としてスキンが幻想交流仕様となるほか、ユーザーの現在位置と連動して幻想交流についての情報が配信される。

## スタッフ
原作・原案
- 芝村裕吏

キャラクターデザイン
- 岸田メル（岡崎SA担当）
- なかじまゆか（長篠設楽原PA担当）
- いとうのいぢ（浜松SA担当）
- KEI（静岡SA担当）
- わたなべ明夫（清水PA担当）
- 春夏冬ゆう（駿河湾沼津SA担当）

美術デザイン
- 大久保錦一（でほぎゃらりー）

アートプロデューサー
- 是空とおる